# Cyclura carinata bartschi
La iguana de Bartsch (Cyclura carinata bartschi) es una subespecie de la iguana de Turcas y Caicos considerada en peligro crítico de extinción. La única población conocida se encuentra en la pequeña isla de Booby Cay.